# Tàu lượn

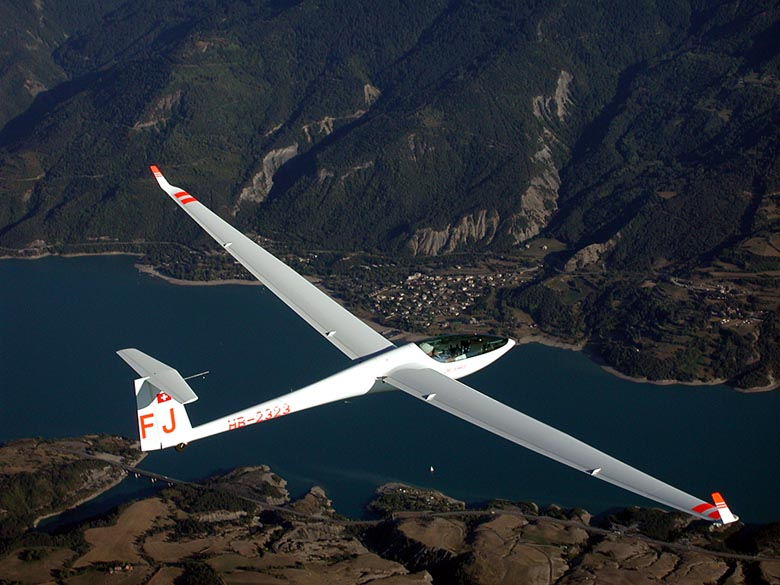
Một chiếc tàu lượn trên Serre Ponçon ở Pháp, trên dãy Alps

Tàu lượn là loại phương tiện giống máy bay nhưng nhỏ và cánh dài hơn so với thân. Nó có trọng lượng rất nhẹ để có thể lượn trong các luồng không khí nóng một cách nhẹ nhàng mà không cần có động cơ tạo lực đẩy
Có nhiều cách khác nhau để chế tạo tàu lượn như khác nhau trong việc xây dựng cánh lượn, và hiệu quả của khí động học, cách phi công điều khiển và kết quả lượn. Một số tàu vũ trụ đã được thiết kế để hạ xuống như tàu lượn và trong quá khứ, tàu lượn quân sự  đã được sử dụng trong chiến tranh. Có lẽ các đơn giản nhất và quen thuộc loại có đồ chơi như những chiếc máy bay giấy và gỗ tàu lượn.

## Lịch sử

### Thế kỷ 19

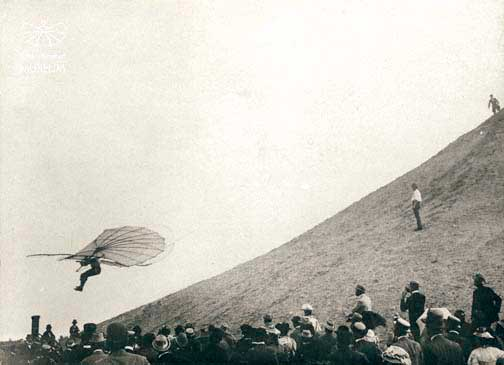
Otto Lilienthal trong một chuyến bay tàu lượn do mình tự chế

Đầu tiên, tàu lượn nặng hơn không khí được người lái tàu lượn dựa trên các nghiên cứu khoa học về động lực học là Ngài George Cayley, năm 1849. Sau đó tàu lượn được xây dựng bởi những người tiên phong như Jean Marie Le Bris, John J. Montgomery, Otto Lilienthal, Percy Pilcher, Chanute và Augustus Moore để phát triển  ngành hàng không. Lilienthal là người đầu tiên đã lái các chuyến bay thành công và là người đầu tiên sử dụng máy tăng tốc độ để kéo dài chuyến bay của mình. Bằng cách sử dụng một cánh lướt dưới tàu lượn, Daniel là người đầu tiên chứng minh điều khiển chuyến bay bằng cách sử dụng một bóng-mắt lượn trên độ cao 4.000 mét trong năm 1905.
Anh em nhà Wright đã phát triển ba người lái tàu lượn sau khi kiểm tra sơ bộ với một con diều khi họ làm việc đạt được chuyến bay. Họ trở về  thử nghiệm tàu lượn vào năm 1911 bằng cách loại bỏ những động cơ,  trong một số họ thiết kế sau đó của họ.

### Phát triển của tàu lượn

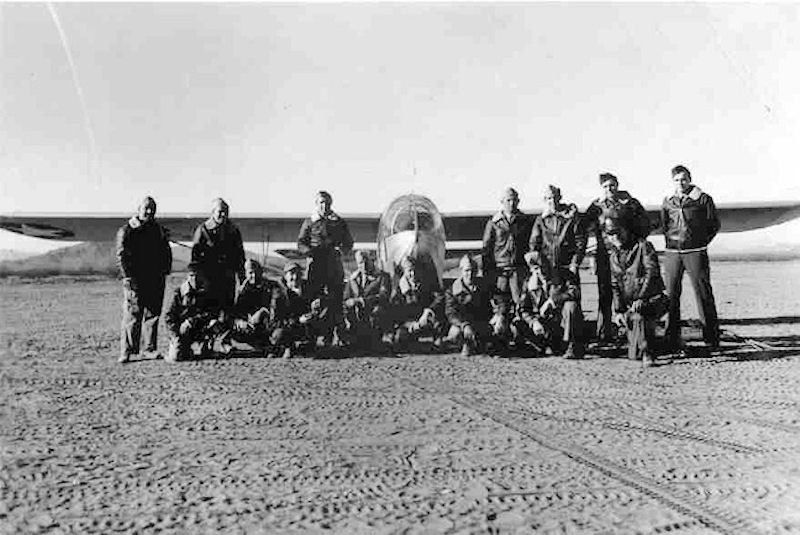
Một phi đội tàu lượn trong chiến tranh

Các loại tàu lượn đã phát triển mạnh trong hai cuộc chiến tranh thế giới, vì nó nhỏ nhẹ, không có động cơ nên không có âm thanh nhiều, nó mang theo các loại vũ khí để đánh bom hay bắn tỉa từ trên cao mà không dễ bị địch phát hiện.

### Phát triển sự linh hoạt  của cánh lượn
Lilienthal đã phát minh ra các loại tàu lượn đơn giản có cơ chế đập lên xuống như chim, nhưng do loại cánh đập cần tập trung vào hơn là lượn nên có thể nó đã không thực sư thành công. Sự đổi mới đã dẫn đến hiện đại hơn cho tàu lượn, năm 1951 khi Francis Rogallo và Gertrude Rogallo áp dụng cho một sáng chế cho sự linh hoạt của cánh với một cấu trúc cứng. Cơ quan không gian Mỹ, NASA đã bắt đầu thử nghiệm sự linh hoạt của tàu lượn trong năm 1957, để sử dụng nó như một hệ thống phục hồi cho trạm Gemini. Charles Richards và Paul Bikle phát triển các sản xuất một cánh đó đơn giản để xây dựng được khả năng chuyến bay chậm và nhẹ nhàng khi hạ cánh. Giữa năm 1960 và 1962 Barry Palmer dùng khái niệm này để làm gốc cho ra mắt tàu lượn, vào năm 1963 bởi Mike, người đã xây dựng một cánh diều lượn gọi là Skiplane. Vào năm 1963, John W. Dickenson bắt đầu mở thương nghiệp sản xuất tàu lượn.

## Giải trí

### Tàu lượn
Tàu lượn đã được phát triển từ những năm 1920 cho các mục đích giải trí. Nhưng các phi công đã bắt đầu hiểu cách sử dụng không khí tăng cao để lượn, tàu lượn đã phát triển với một lực nâng cao đáng kể..
Tàu lượn chủ yếu được xây dựng bằng gỗ và kim loại nhưng phần lớn đã có bằng vật liệu sợi carbon. Để giảm tối thiểu  lực kéo, loại này có một thân và hẹp, cánh dài, tức là một tỉ số dạng cao. Tàu có một đến hai chỗ ngồi có sẵn.

### Lượn

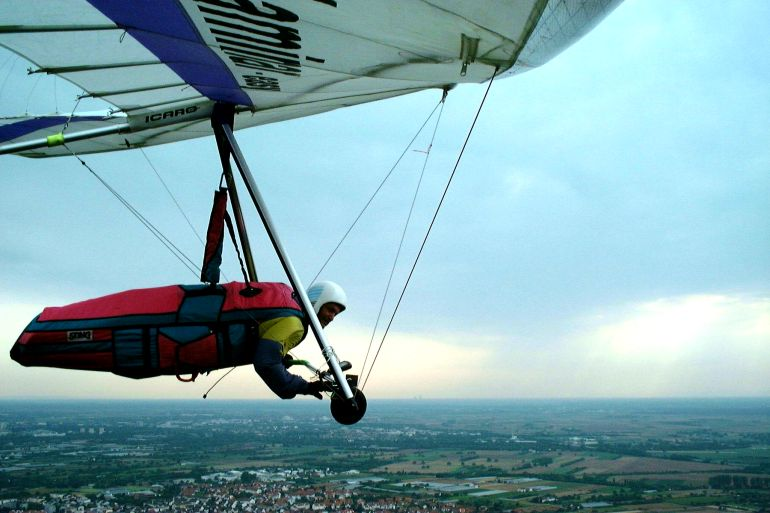
Cánh linh hoạt hơn của tàu lượn hiện đại

Việc lượn của tàu lượn không giống việc lái máy bay phản lực chút nào, nó cần có các bước sau đây để có thể lượn được trên không:
- Đầu tiên, tàu lượn được một chiếc xe kéo ra một khu đất rộng lớn, bằng phẳng, có thể là đường băng của sân bay thông thường
- Tàu lượn được buộc chặt bởi một sợi dây to, chắc vào một chiếc xe ô tô thể thao có động cơ khỏe hay một chiếc máy bay có động cơ thông thường. Messerschmitt Me 163B trên màn hình hiển thị tại các bảo Tàng của không quân Hoa Kỳ

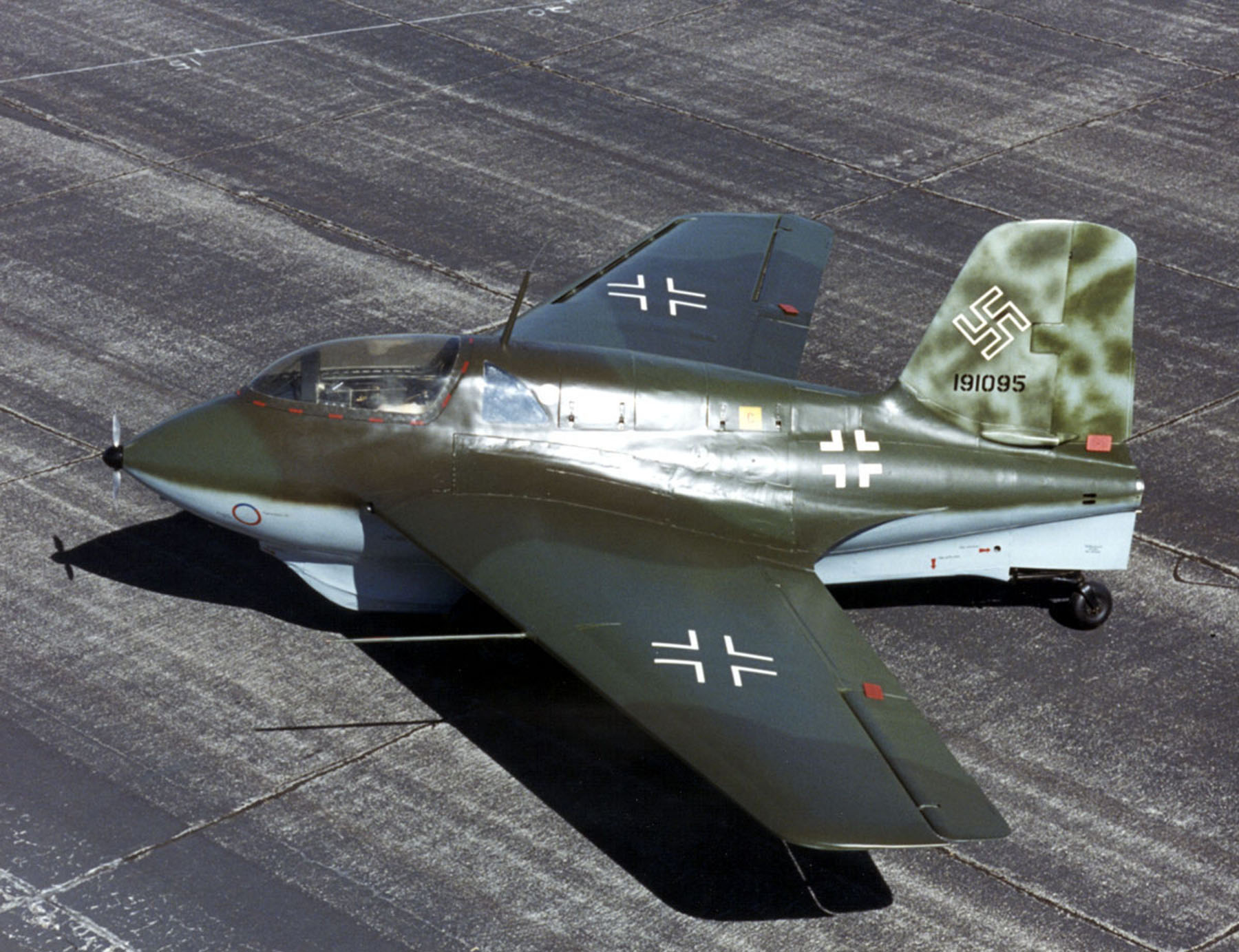
Messerschmitt Me 163B trên màn hình hiển thị tại các bảo Tàng của không quân Hoa Kỳ

- Xe ô tô hoặc máy bay chạy và kéo theo tàu lượn lên không trung đến một tốc độ nào đó thì tàu lượn sẽ bay lên không trung như một con diều lướt nhẹ trên trời.
- Cuối cùng, tàu lượn được thả dây ra và bay xa hơn, cao hơn nhờ các luồn khí nóng có sẵn, cho đến khi không còn lực nâng đủ nữa nó sẽ hạ cánh nhè nhẹ như máy bay thông thường.

## Các loại tàu lượn

### Tàu lượn quân đội

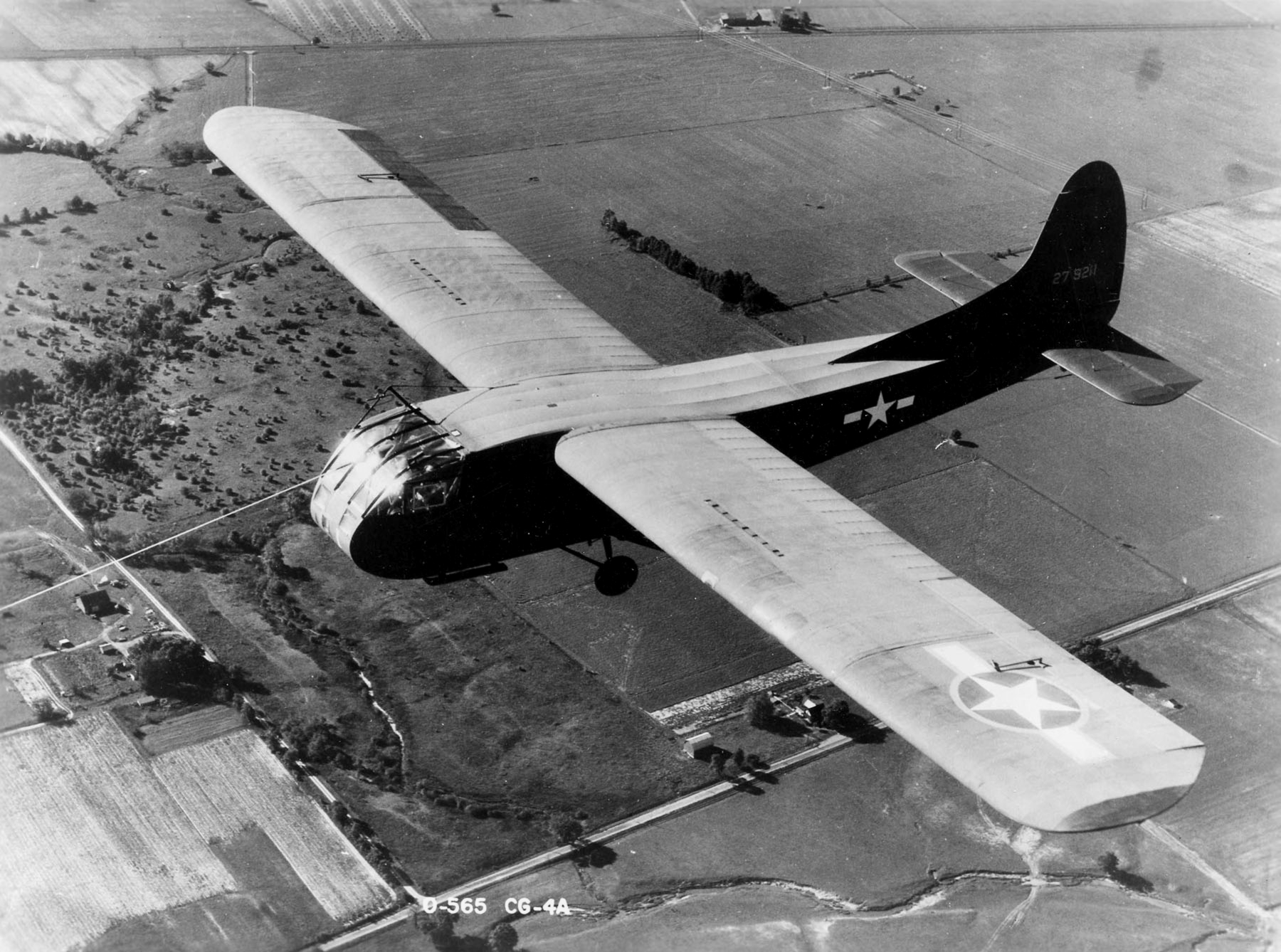
Tàu lượn Waco CG-4 của không quân Hoa Kỳ

Tàu lượn quân đội chuyên dùng trong chiến tranh và tập luyện quân sự. Nó thường dùng để ném bom hay bắn tỉa từ trên cao mà không gây ra âm thanh quá lớn, làm địch khó phát hiện ra.

### Tàu lượn treo

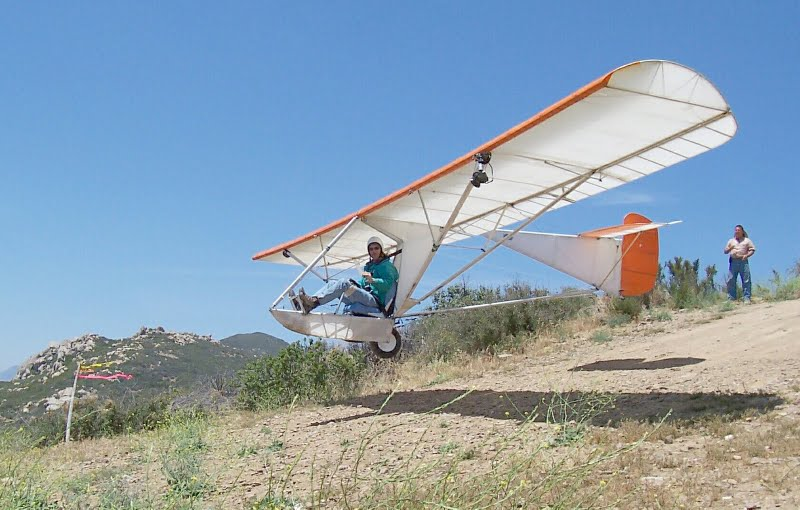
Một chiếc tàu lượn treo

Là loại tàu lượn dành cho một người điều khiển. Nó có hình dạng thông thường là hình tam giác hoặc chữ nhật đơn giản, kích thước to, mỏng, nhẹ, thiết kế tạo ra lực nâng và lướt nhẹ. Người lái nằm hoặc ngồi trên các thanh giữ và chỗ lái, điều khiển nó một cách khá dễ dàng. Họ có thể lái tàu lượn để giải trí, biểu diễn hay muốn ngắm cảnh đẹp từ trên không trung,...

### Tàu lượn không người lái
Tàu lượn không người lái là loại tàu lượn được người điều khiển từ xa, bằng bộ điều khiển hay máy vi tính.